# Étienne Hirsch
Etienne Hirsch (París, França 1901 - íd. 1994) fou un enginyer i alt funcionari francès que va ser President de l'Euratom entre 1959 i 1962.

## Biografia
Va néixer el 24 de gener de 1901 a la ciutat de París. Va estudiar enginyeria química a l'Escola de Mines de la capital francesa, treballant posteriorment en la indústria química.
Membre del Partit Socialista, durant la Segona Guerra Mundial va unir-se al grup anomenat "Français libre" amb el nom de Commandant Bernard. Morí a la seva residència de la ciutat de París l'1 de maig de 1994.

## Europeisme
De fortes conviccions europeïstes, durant la Guerra va participar a Londres en converses sobre la unió regional d'Europa al costat de Hervé Alphand i Paul Van Zeeland. A partir de 1943 es va convertir en col·laborador de Jean Monnet a Alger.
L'any 1950 va participar en l'elaboració de la Declaració Schuman al costat de Robert Schuman, una declaració que es considera avui en dia el tret de sortida de la unitat europea. A l'ascens de Jean Monnet a la presidència de la Comunitat Europea del Carbó i de l'Acer (CECA), Hirsh fou nomenat director del Pla Monnet per la reconstrucció econòmica de França, esdevenint però l'any 1959 President de la Comunitat Europea de l'Energia Atòmica (Euratom). L'any 1962 abandonà aquest càrrec per la negativa del govern francès de renovar-li la confiança.